# Bandar Kejadian
Bandar Kejadian is een bestuurslaag in het regentschap Tanggamus van de provincie Lampung, Indonesië. Bandar Kejadian telt 2902 inwoners (volkstelling 2010).